# THE野球拳スペシャル 〜今夜は12回戦〜
『THE野球拳スペシャル〜今夜は12回戦〜』（ザ やきゅうけんスペシャル こんやはじゅうにかいせん）は、ソシエッタ代官山が1995年7月28日に発売した、セガサターン用アダルトゲーム。

## 概要
内容は、ゲームのタイトル通り、登場する女の子との野球拳である。実写による計12名の女の子の中から好みの女の子を指名すると、選ばれた女の子が自己紹介してからじゃんけんを開始し、衣服の脱がせ合いを繰り広げる。
ゲーム進行の際には、野球拳の音楽に合わせて女の子が自由に踊りを披露する。その踊りと音楽が終わるとともに、「ヨヨイのヨイ」の掛け声に合わせて「グー・チョキ・パー」のいずれかを選択して出す。
女の子は負けるたびに、エロチックなBGMとともに官能的な動作を行いながら主に「上着・スカート・ワンピース・ブラジャー・パンティ」の順番に衣服を脱いでゆく。
脱衣シーンでは、2回目の勝利はほとんどがスカートを脱いでパンティになるが、脱ぐ際のお尻がアップで写されることが多く、脱衣が終わった後の対戦再開時もパンティの下半身のアップから始まることが主である。
アーケードマシンでは、対戦相手の女の子が負けた場合、その直後の踊りの音楽は最初から伴奏されるが、勝った場合は音楽は途中省略され、最初と最後の部分（「アウト・セーフ・ヨヨイのヨイ」）だけである。しかし当ソフトでは勝負にかかわらず、踊りの音楽は最初から伴奏される。
ルール
- プレーヤー側も対戦相手の女の子側も、ゲーム開始時点のライフケージは5つあり、じゃんけんに1回負けるごとに1つずつ消滅し、先に5つ失った方で負けとなる[1][2]。
- 対戦相手の女の子は1回負けるごとにライフケージが一つ減ると共に、衣服（アイテムは、上着・スカート・ワンピース・ブラジャー・パンティの5点）を1枚脱がなければならない。なお、一度脱いだ衣服はその後は勝っても再び着ることが出来ない。

## 登場人物
＊以下の一部のギャルでは、「パート〇(△番目)から採用…」と表記されているが、これは娯楽施設にて設置されている業務用の筐体に内蔵された記録媒体(主にLDそしてCD-i)のタイトル「THE 野球拳Part〇」の〇(=数字)を指し、△番目はその媒体に収録された4人のギャルの番号を指す。
このゲームに登場する女の子たちは、そのほとんどが自己紹介の中で自分の職業を明かしているが、それが事実なのかギミックなのかは定かではない。ただ、この12名の大半が同じ名前でAV出演経験ないしはヌードによる写真集がある。ジャケットの最終ページに、アーケードマシンの宣伝を兼ねて4人のギャルが掲載されているが、この4人はパート24（さの朝香・浜田ルミ・片山唯・麻生早苗）に出演している。

内山里美
趣味はテニスで、テニスラケットとテニスウェアで登場する女の子。体を動かすことが全般的に好きで、最近は激しいのに興味を持ち始めているという。一人称には「里美は〜」という風に自分の名前を用いる。お尻は結構大きい。最もはきはきとした口調で自己紹介する。下着は薄いピンク。唯一屋外での野球拳を披露する。サターン版オリジナルの女の子でジャケットにも登場している。業務用の筐体での出演は無い。
如月舞
非常に明るくサーフィンが好きだという女の子。外見は色白でおっとり系。下着の色はピンクの柄物である。パート17（4番目）から採用されている。
新井まどか
食べ歩きが大好きなてんびん座の女の子。パパイヤやマンゴーには目がない。痩身でバストは乏しいが、金色のパンティとブラジャーを着用している。沢田杏奈同様、金色パンティのお尻のアップからの踊りがある。室内でハイヒールを履いて踊っている。本作品の前後にAVに出演している。また、写真集もある。パート14（3番目）から採用されている。
瞳しづか
おしゃべりが大好きな女の子。新井まどか同様痩身だが、バストはそれ以上に乏しく、自ら「かわいいおっぱい」と売り物にしている。下着は黒基調の柄物。全メンバー中とりわけ楽しそうに踊り、脱衣の際には際立ってエロチックなしぐさをする。全裸になると投げキッスを披露する。のちにAVにも出演。パート16（1番目）から採用されている。
倉川みゆき
しっかりした眉とぽっちゃりとしたお尻がチャームポイントだとする女の子。プレイヤーが2勝するとスカートを脱いでパンティになるのだが、その一連の脱ぐシーンは最初はお尻の部分がクローズアップされて（スカートのファスナーを外してからパンティになるところまで）から全身が映る（その後は、ソファに座ってパンティの股間を開脚するシーンがある）。プレイヤーが3勝して、下着姿で踊っているときにパンティがお尻に深く食い込む場面がある。趣味はカラオケ。のちにAV女優に転身し『はないちもんめ』に出演。下着はピンク。パート16（4番目）から採用されている。
美咲舞
自称スタイル抜群の女ざかりの体で夜遊びを卒業した女の子。「チョメチョメ」というかつての流行語を使用する。下着は上下違っていてパンティは白だが、ブラジャーは花柄がプリントされたものを着用している。AV女優として多くの作品に出演し、裏ビデオもある。パート17（1番目）から採用されている。
水島沙織
自称エレベーターガールで、つい最近彼氏に振られたばかりだという女の子。浮気っぽい性格。下着は赤。沢田杏奈と同じく、踊っているときにセンスのようなものを振り回す。ほかでは、いくつかの雑誌でグラビアが掲載されている。『彗星』というイメージビデオもあり、その後AV『若妻はお熱いのがお好き』にメイド役として出演。パート21（2番目）から採用されている。
沢田杏奈
『胡蝶蘭』などで有名なAV女優。本ゲームでは、生きがいはお立ち台で高飛車な「ジュリアナ女」を自称。衣装を脱いだ際の過激なTバックのお尻をチャームポイントとしている。2勝した時点で、そのお尻がアップの状態で映し出され、いやらしく振りながら踊りがスタートする。下着の色は白。水島沙織と同様にセンスのようなものを振り回して踊る。パート21（1番目）から採用されている。
竹中なお
セーラー服で登場する恥ずかしがり屋の女の子。写真集も出している。唯一紹介画面の時に年齢が現れない。彼氏募集中。なお、脱衣順は珍しく、1回勝つとスカートを脱いでパンティになる。下着の色は白。サターン版オリジナルの女の子でジャケットにも登場している。業務用の筐体での出演は無い。
一の樹愛
バストが自慢の女の子。ゲーム内で数少ない90センチ台バストの持ち主である。唯一3勝した時点でおっぱいを見せてくれる（他は4勝）。下着についてはノーブラでパンティーは赤に近いピンクである。AV女優でもあり写真集も出ている。カラオケとドライブが趣味で、90年代には歌手デビューにも挑戦した。パート14（1番目）から採用されている。
河野理恵
家庭の主婦を演じている女。新婚ホヤホヤ。バストは90センチ台。下着は赤を着用。脱衣順もプレイヤーが1勝するとスカートを脱ぐのだが、上述の竹中なおとは違いエプロンを着用しているため、後ろだけパンティが露出された状態となる。サターン版オリジナルの女の子。業務用の筐体での出演は無い。
香坂ゆかり
AV女優。ここでは恥ずかしがり屋のOLを自称している。迫られるといやと言えない性格。脱衣シーン中に電話に出るシーンがある。下着は銀基調の花柄に紫のフリルが付いている。サターン版オリジナルの女の子。業務用の筐体での出演は無い。
ナレーター
ゲーム中と女の子の自己紹介時に登場するアナウンサー。女の子の自己紹介時には、「（一の樹）愛ちゃんのバストは97センチ。あなたのお○○コも挟んでもらえたらいいのにね」など、扇情的な発言をする。なお、このアナウンサーのナレーションは業務用の筐体では一切ない。

## 関連作
THE野球拳スペシャル（3DO対応版）
1994年11月11日に同社から3DO対応ソフトおよび3DO REALⅡのロンチータイトルとして発売された。内容は上記のソフトとほぼ同じだが、上記との主な相違点は以下である。
- 対戦相手の女の子は、内山里美、竹中なお、河野理恵、香坂ゆかり、を除く8人である。
- アーケードマシンと同様に、対戦相手の女の子が負けた場合はその直後の踊りの音楽は最初から伴奏されるが、勝った場合は音楽は途中省略され、最初と最後の部分だけである。
- 倉川みゆきの動画は、セガサターン版と若干異なり、アーケード版（Part16の4番目）と同様である。